# Väike Siimurahu
Väike Siimurahu – estońska wyspa na Morzu Bałtyckim, na obszarze cieśniny Väinameri, u zachodnich wybrzeży kraju. Na północ od wyspy położona jest Tauksi, na południe Siimurahu, na zachodzie Mustarahu i Paljarahu, na wschodzie wąskim pasem wody oddzielona jest od półwyspu Sassi. Ma regularny, okrągły kształt.
Zajmuje powierzchnię 2,177 ha. Obwód wyspy wynosi 561 m. Administracyjnie znajduje się w prowincji Läänemaa, w gminie Ridala. W całości stanowi obszar chroniony. Wyspa pozbawiona jest roślinności wysokiej.